# Josiah Conder (écrivain)
Pour les articles homonymes, voir Josiah Conder.
Josiah Conder (17 septembre 1789 – 27 décembre 1855), correspondant de Robert Southey et bien en relation avec les auteurs romantiques de son temps, est le rédacteur en chef de la revue littéraire britannique The Eclectic Review, le journal non-conformiste et abolitionniste The Patriot, l'auteur de poésie romantique et des hymnes religieux encore populaires de nos jours. Son œuvre la plus ambitieuse est une série de trente volumes The Modern Traveller. Il est l'auteur d'un recueil The Congregational Hymn Book. Conder est un congrégationaliste en vue à Londres, un abolitionniste et il prend une part active pour abroger les lois anti-juives britanniques.

## Jeunesse
Josiah Conder est le quatrième fils de Thomas Conder, un non-conformiste qui travaille à la Cité de Londres en tant que graveur et libraire. Josiah née le 17 septembre 1789 dans la boutique de son père à Falcon Street. Son grand-père est le Dr John Conder, un ministre du culte dissident envers l'église anglicane, président de l'Homerton College et son oncle est James Conder le numismate.
Pendant son enfance, Josiah perd l'usage d'un œil à cause de la variole. il est envoyé à quelques kilomètres au nord de la Cité de Londres dans le village de Hackney, pour un traitement électrique, une technique dont on pensait qu'elle empêchait la maladie d'atteindre l'autre œil. Il se rétablit et continue à recevoir son éducation de la dissenting academy dans le village d'Hackney sous la direction du révérend Mr. Palmer.
À l'âge de 10 ans, son premier essai est publié dans The Monthly Preceptor. À 15 ans, il commence à travailler comme assistant dans la librairie familiale de la Cité de Londres. En 1811, à 21 ans, il reprend l'affaire familiale. Peu de temps après, Josiah Conder épouse Joan Elizabeth Thomas qui fait partie de son cercle d'amis avec qui il a écrit un livre en 1810, The Associate Minstrels. Elle continue à écrire après son mariage.

## Œuvres littéraires et religieuses
Josiah Conder quitte son travail de libraire vers 1819 lorsque ses talents littéraires commencent à être reconnus jusqu'à le conduire à la direction de The Eclectic Review, un prestigieux journal littéraire qu'il dirigera pendant plus de vingt ans de 1814 à 1837. Avec le fort soutien de ses liens dans l'Église congrégationaliste, il prend la direction de The Patriot, un journal qui épouse les causes non-conformistes et évangélistes, et restera à sa tête de 1832 à 1855.
Considérés comme reflétant son attitude évangélique et libérale, non confessionnelle, ses hymnes religieux ont été largement adoptés par les églises et les chapelles du monde occidental. Au début du XXe siècle, quelque soixante-dix ans après sa mort, un biographe remarqua que davantage d'hymnes de Josiah Conder sont couramment utilisés en Grande-Bretagne et aux États-Unis que ceux d'autres compositeurs. Seuls le Dr Isaac Watts et de son ami Doddridge peuvent rivaliser avec lui. Aujourd'hui, les téléchargements électroniques sont disponibles pour les plus populaires.

### Modern Traveller
Bien que Josiah Conder n'ait jamais voyagé lui-même, il compile 30 volumes de The Modern Traveller, qui traite de la géographie de nombreux pays du monde. Ce titre se vend bien mais moins que son Congregational Hymn Book, dont 90 000 exemplaires sont vendues en sept ans.

## Écrits politique en faveur de l'abolition
Josiah Conder a écrit un tract sur la supériorité du travail libre sur le travail des esclaves. En 1839 il devient un membre fondateur du comité British and Foreign Anti-slavery Society for the Abolition of Slavery and the Slave-trade Throughout the World, connu de nos jours comme Anti-Slavery International. Il est l'organisateur et également délégué à la première convention contre l'esclavage, qui se tient à Londres en 1840 — un événement peint dans une grande toile de Benjamin Haydon exposée à la National Portrait Gallery de Londres. Son poème The Last Night of Slavery de 1834 évoque les horreurs du passage du milieu est publié dans son recueil de 1837, The Choir and the Oratory, or Praise and Prayer. Il est réédité dans l'anthologie Slavery, Abolition and Emancipation: writings in the British Romantic Period en 1999.
Peu de temps avant sa mort prématurée, Josiah Conder a joué un rôle de premier plan dans la campagne visant à financer et à prendre des dispositions pour que Samuel Ringgold Ward, un Afro-Américain ayant fui l'esclavage aux États-Unis, sillonne la Grande-Bretagne pour s'adresser à la foule afin d'encourager le soutien de l'abolition de l'esclavage dans les États du sud, à un moment où la politique étrangère britannique, telle que résumée par le vicomte Palmerston, soutenait l'esclavage aux États-Unis, ce qui contrastait fortement avec ses tentatives résolues de mettre fin à l'approvisionnement et au commerce par les chefs d'Afrique occidentale pour isoler uniquement le roi du Dahomey et le chef de Lagos. Samuel Ringgold Ward organisa une grande réunion à Crosby Hall le 20 mars 1854 pour remercier Josiah Conder et les autres membres de son entourage, principalement des non conformistes tels que Dr Thomas Binney et le révérend James Sherman, qui le soutinrent en Angleterre contrairement à la politique du gouvernement qui donnait la priorité au coton bon marché des États esclavagistes du sud par rapport aux droits civils afro-américains.

## Mort
Josiah Conder meurt le 27 décembre 1855 à St John's Wood à Hampstead, d'une jaunisse et enterré au cimetière d'Abney Park de Stoke Newington.